# Ultimátum alemán a Lituania de 1939

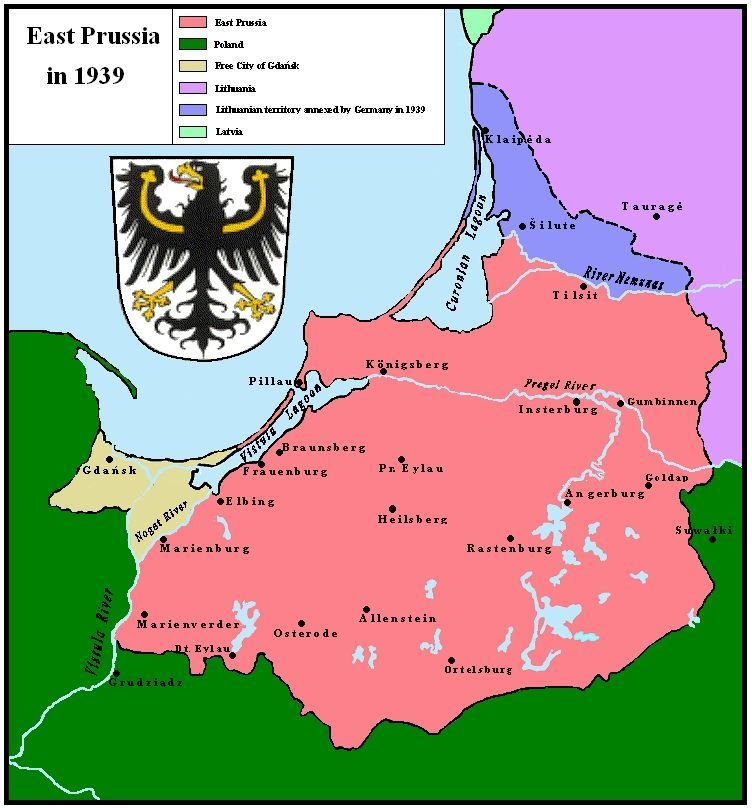
Prusia Oriental después de la entrada en vigor del ultimátum; la región de Klaipėda / Memelland está representada en azul y Prusia Oriental en rojo.

Alemania le presentó en 1939 un ultimátum a Lituania. Este hecho se produjo en la reunión que mantuvieron el ministro de Exteriores lituano, Juozas Urbšys, y su homólogo alemán, Joachim von Ribbentrop, el 20 de marzo de 1939. Los alemanes exigieron que Lituania les cediera la región de Klaipėda —también conocida, en alemán, como el Territorio de Memel—, que había sido ocupado por Lituania en 1923. Alemania amenazó con emprender acciones militares e invadir Lituania en caso de que no se produjese esta devolución.
Tras años de crecientes tensiones entre Lituania y Alemania, el incremento de la propaganda filonazi en la región y la continua expansión alemana dejaban entrever unas exigencias de esas características. El ultimátum se lanzó tan solo cinco días después de la ocupación alemana de Checoslovaquia. Ninguno de los cuatro firmantes de la Convención de Klaipėda de 1924, que había asegurado el mantenimiento del statu quo en la región, le brindaron apoyo material a Lituania. Reino Unido y Francia se ciñeron a su política de apaciguamiento con Hitler, mientras que Italia y Japón apoyaron a Alemania. Lituania se vio forzada a aceptar el ultimátum el 22 de marzo. Para Alemania, supuso la última adquisición territorial antes del estallido de la Segunda Guerra Mundial; en el caso de Lituania, por el contrario, provocó la recesión de su economía y la desmoralización de su población; para Europa, una escalada de las tensiones previas a la guerra.

## Disputa por Klaipėda
Klaipėda —conocida en alemán como Memel— era una importante ciudad portuaria situada en Prusia Oriental. La región homónima, en la que estaba encuadrada, tenía una superficie de 2400 kilómetros cuadrados y contaba con una población de 140 000 habitantes. Siguiendo lo establecido en el artículo 28 del Tratado de Versalles, Alemania fue despojada de ella y los Aliados la gobernaban de acuerdo con el artículo 99. Francia asumió la administración de la región, mientras que Lituania continuó ejerciendo presión para hacerse con su control, aseverando que le debía pertenecer, puesto que contaba con una importante minoría lituana y era su único acceso al mar Báltico. De igual manera, Polonia también reclamó el territorio. Dado que los Aliados parecían reacios a tomar una decisión y todo indicaba que la región iba a convertirse en un Estado libre, a la manera de Danzig, Lituania tomó la iniciativa e impulsó una revuelta en enero de 1923. Tanto la Rusia soviética como Alemania le brindaron su apoyo. El levantamiento tuvo éxito y la región, establecida como territorio autónomo con su propio parlamento, se adhirió a Lituania.
A lo largo de la década de los veinte, Lituania y Alemania mantuvieron una relación estable, dado que las unía un sentimiento antipolaco. En enero de 1928, tras unas largas y complicadas negociaciones, firmaron un tratado fronterizo por el que Klaipėda quedó dentro de territorio lituano. Sin embargo, la tensión aumentó en la década de 1930 con el ascenso de los nazis al poder y la caída de la República de Weimar. El culmen de estas tensiones se alcanzó en febrero de 1934, ya que el Gobierno lituano ordenó la detención de decenas de activistas pronazis. Como respuesta a estos arrestos y los subsiguientes juicios, Alemania declaró un boicot contra los productos agrícolas importados de Lituania. Esto desencadenó una crisis económica en la región sureña de Sudovia, donde los campesinos organizaron protestas violentas. Sin embargo, tras la celebración del referéndum sobre el estatus político de la Cuenca del Sarre, se les concedió la amnistía a la mayor parte de los prisioneros filonazis. El prestigio lituano sufrió a resultas de estas liberaciones, tanto en Klaipėda como en el exterior, lo que le permitió a Alemania reforzar su influencia en la región.

## Incremento de las tensiones
En la primavera de 1938, Adolf Hitler aseguró que hacerse con Klaipėda era una de sus prioridades, tan solo por detrás, en nivel de importancia, de obtener los Sudetes. Cuando Polonia le presentó su ultimátum a Lituania en marzo de 1938, Alemania declaró abiertamente que, en caso de que hubiese un enfrentamiento militar entre ambos países, su ejército invadiría Lituania para tomar Klaipėda y gran parte de la Lituania occidental. Una semana después de que Lituania aceptara el ultimátum lanzado por los polacos, Alemania presentó un memorando con once puntos, en los que exigía la liberación de los activistas proalemanes en la región y una merma de la influencia que los lituanos tenían allí. Los puntos se redactaron vagamente, lo cual fue deliberado, de tal manera que Alemania pudiese acusar fácilmente a Lituania de violarlos. Los lituanos evitaron abordar el problema de buenas a primeras, con la esperanza de que el panorama internacional mejoraría. Mientras tanto, esperaba no brindarles a los alemanes ningún motivo de queja.
No obstante, la estrategia no dio sus frutos: la propaganda pronazi y las protestas se propagaron a un ritmo vertiginosos, incluso entre la población lituana, y el gobierno local no tenía suficiente poder para evitarlas. Los nazis hostigaron a las organizaciones lituanas. El 1 de noviembre de 1938, Lituania se vio obligada a levantar la ley marcial y la censura de prensa. Durante las elecciones al Parlamento de Klaipėda, los partidos filoalemanes obtuvieron un 87 % de los votos, lo que les brindó veinticinco de un total de veintinueve escaños. Ernst Neumann, principal imputado en los juicios de 1934, fue liberado de prisión en febrero de 1938 y pasó a liderar el movimiento favorable a los alemanes en la región. Hitler lo recibió en diciembre de ese mismo año y le aseguró que la cuestión de Klaipėda estaría resuelta para marzo o abril de 1939. Neumann y otros activistas nazis exigían el derecho de autodeterminación para la región, así como que Lituania entablase negociaciones sobre su estatus político. Se esperaba que el Parlamento votase por la reincorporación a Alemania cuando se reuniera el 25 de marzo de 1939. Los canales oficiales nazis mantuvieron un silencio informativo sobre el asunto. Alemania esperaba que Lituania cediera la región y mostrar una postura abiertamente podría haber dificultado las conversaciones que estaba manteniendo por aquel entonces con Polonia para formar una alianza anticomunista contra la Unión Soviética.

## El ultimátum
Al Gobierno lituano le llegaron rumores que aseguraban que Alemania tenía planes específicos para hacerse con Klaipėda. El 12 de marzo, el ministro de Exteriores, Juozas Urbšys, representó a Lituania en la ceremonia de coronación del papa Pío XII, celebrada en Roma. De regreso a Lituania, se detuvo en Berlín con la intención de dilucidar si los rumores eran ciertos. El 20 de marzo, Joachim von Ribbentrop, su homólogo alemán, accedió a reunirse con él, pero no con Kazys Škirpa, un activista lituano, a quien le hizo esperar en una sala apartada. La conversación entre ambos ministros duró cerca de cuarenta minutos. Ribbentrop exigió la devolución de Klaipėda y amenazó con acciones militares si esta no se producía. Urbšys le transmitió el ultimátum oral a su Gobierno. Dado que este no se escribió en ningún momento y tampoco incluyó ninguna fecha límite de manera formal, algunos historiadores han minimizado su importancia, tachándolo más de un «conjunto de demandas» que de un ultimátum. Sin embargo, se dejó claro que se usaría la fuerza si los lituanos se resistían. Además, se le impidió a Lituania buscar ayuda de otros países. Aunque no se fijó una fecha límite concreta, se conminó a Lituania a tomar una rápida decisión, puesto que, de lo contrario, las bajas alemanas darían pie a una respuesta militar por parte de Alemania.
Aunque de manera secreta, Lituania informó de estas exigencias a la Convención de Klaipėda, ya que, técnicamente, no podía transferir la región sin su aquiescencia. Italia y Japón apoyaron a Alemania en lo relativo al asunto, mientras que el Reino Unido y Francia le mostraron sus simpatías a Lituania, pero optaron por no asistirla materialmente. Se ciñeron, en cambio, a la política de apaciguamiento que habían mantenido hasta entonces con Hitler. De hecho, Reino Unido abordó el problema de la misma manera en que lo había hecho con la crisis de los Sudetes, y no esbozó ningún plan para ayudar a Lituania o el resto de los países bálticos en caso de que Alemania los atacase. La Unión Soviética también se abstuvo de brindar ayuda a Lituania, puesto que no estaba obligada por ningún compromiso formal ni tratado alguno. Sin apoyo internacional, a Lituania no le quedó otra que aceptar el ultimátum. Sus diplomáticos asumieron las concesiones como un «mal necesario» que le permitiría preservar su independencia, y mantenían la esperanza de que no fuera más que un repliegue temporal.

## Aceptación
A la una de la mañana del 23 de marzo, Urbšys y Ribbentrop firmaron un acuerdo, efectivo a partir del 22 de marzo, en el que se exponía que Lituania transfería la región de  Klaipėda a Alemania de forma voluntaria. Este pacto se compuso de cinco artículos:

Artículo I: La región de Klaipėda, amputada a Alemania por el Tratado de Versalles, se reúne al Reich alemán a partir de hoy.

Artículo II: Las fuerzas militares y policiales evacuarán la región de Klaipėda de inmediato. El Gobierno lituano se preocupará de que esta evacuación se realice de manera ordenada.

Ambos bandos nombrarán comisarios, en la medida de lo necesario, que tendrán la potestad de llevar a cabo la entrega de la administración que no esté en manos de las autoridades autónomas de la región de Klaipėda.

La regulación del resto de cuestiones resultantes del cambio de la soberanía, especialmente las económicas y financieras, de oficiales y también de ciudadanía, quedan a la espera de lo que establezcan acuerdos especiales.

Artículo III: Con el fin de cubrir sus necesidades económicas, se le concederá a Lituania una zona portuaria libre en Klaipėda. Los detalles se regularán expresamente de acuerdo con las direcciones incluidas en un anexo de este acuerdo.

Artículo IV: Para fortalecer su decisión y salvaguardar el desarrollo amistoso de las relaciones entre Alemania y Lituania, ambos bandos asumen las prohibiciones de proceder contra el otro por la fuerza y de apoyar un ataque de un tercero contra uno de los dos bandos.

Artículo V: Este acuerdo será efectivo nada más sea firmado. En fe de lo cual, los plenipotenciarios de ambos bandos firman este acuerdo, dispuesto tanto en alemán como en lituano.

Berlín, 22 de marzo de 1939
Tratado lituano-alemán, tal y como fue citado en el New York Times

## Consecuencias
Los soldados alemanes ya habían accedido al puerto de Klaipėda antes de la firma del acuerdo. Hitler, a bordo del crucero Deutschland, hizo un recorrido por la ciudad y pronunció un breve discurso. La armada que partió hacia Klaipėda incluía el crucero pesado Admiral Graf Spee; los ligeros Nürnberg, Leipzig y Köln; dos escuadras destructoras; tres flotillas de buques torpederos, y una flotilla nodriza. Por aquel entonces, la marina lituana tan solo disponía de un buque de guerra, el Prezidentas Smetona, que originalmente era un dragaminas de 580 toneladas. Mientras los alemanes celebraban la recuperación de la ciudad, los políticos europeos mostraban su temor a que la ciudad libre de Danzig fuera el próximo objetivo de Hitler.
| Industria            | Producción (en miles de litas) | Producción (% del total nacional) |
| -------------------- | ------------------------------ | --------------------------------- |
| Turba                | 1 272                          | 13,3                              |
| Metales y maquinaria | 2 377                          | 10,6                              |
| Químicos             | 7,747                          | 36,6                              |
| Cuero y pieles       | 764                            | 4,2                               |
| Textiles             | 28 257                         | 44,2                              |
| Madera               | 20 899                         | 53,9                              |
| Papel e impresión    | 20 744                         | 57,6                              |
| Alimentos            | 27 250                         | 21,5                              |
| Ropa                 | 1 495                          | 6,6                               |
| Electricidad y gas   | 4 938                          | 28,6                              |

Esta fue la segunda vez que el presidente Antanas Smetona aceptaba un ultimátum en el espacio de poco más de un año y supuso un incremento del descontento con su mandato autoritario. El ultimátum alemán, de hecho, desencadenó una crisis en Lituania: el pasivo gabinete dirigido por Vladas Mironas fue sustituido por otro, encabezado por el general Jonas Černius. Por primera vez desde el golpe de Estado de 1926, el gobierno contó con miembros de la oposición: Leonas Bistras, del Partido Democristiano, fue nombrado ministro de Educación, mientras que a Jurgis Krikščiūnas, de la Unión Popular de los Campesinos, se le concedió la cartera de agricultura. Puesto que otros partidos habían sido vetados, Bistras y Krikščiūnas fueron inscritos como ciudadanos independientes. Asimismo, el gabinete contaba con cuatro generales entre sus filas. Sin embargo, ni siquiera la inminente crisis internacional pudo lograr la unión de los políticos lituanos, que siguieron enzarzándose en disputas políticas nimias.
La pérdida de su único acceso al mar Báltico fue un duro golpe para la economía lituana. Por Klaipėda pasaba entre el 70 % y el 80 % del comercio internacional. La región, que representaba tan solo el 5 % del territorio lituano, albergaba, aun así, un tercio de su industria. Lituania perdió también sus fuertes inversiones en las infraestructuras del puerto. Alrededor de 10 000 refugiados, la mayor parte judíos, abandonaron la región y buscaron asilo y apoyo del Gobierno lituano. Los lituanos no tenían claro el destino de su país: entre marzo y abril, se retiró un quinto de los depósitos acumulados en bancos e instituciones crediticias. Tras la pérdida de Klaipėda, Lituania cayó dentro de la esfera de influencia de Alemania, especialmente en lo concerniente al comercio. A finales del año 1939, tres cuartas partes de las exportaciones lituanas iban destinadas a Alemania, mientras que el 86 % de las importaciones procedían de allí. Alemania y la Unión Soviética firmaron el Pacto Ribbentrop-Mólotov en 1939, lo que supuso la división de la Europa oriental en sendas esferas de influencia. Lituania se le asignó, en un principio, a Alemania. Los nazis llegaron incluso a sugerir una alianza militar germanolituana contra Polonia y prometieron devolver la región de Vilna, pero Lituania se ciñó a su política de estricta neutralidad.

### Citas
1. ↑  «Text of the Agreement of Memel». New York Times: 4. 23 de marzo de 1939.
2. ↑  Sabaliūnas, Leonas (1972). Lithuania in Crisis: Nationalism to Communism 1939–1940 (en inglés). Indiana University Press. pp. 116–119. ISBN 0-253-33600-7.